# Une denrée vivante
Une denrée vivante (en russe : Jivoï tovar), dédiée à F.F.Popoudoglo, est une nouvelle d’Anton Tchekhov, parue en 1882.

## Historique
Une denrée vivante est initialement publiée dans la revue russe Potins mondains, nos 28, 29, 30 et 31 des 6, 14, 22 et 30 août 1882, sous le pseudonyme A.Tchekhonte.

## Résumé
Grokholski, jeune propriétaire, est chez Lisa, sa maîtresse. Il la presse de quitter son mari et de venir vivre avec lui. Lisa hésite, pleurniche, elle plaint son mari.
Le mari, Bougrov, rentre et surprend les deux amants enlacés. Grokholski s’éclipse, Bougrov menace Lisa de mort, il lui reproche sa frigidité avec lui, puis finalement, il lui pardonne pour la cinquième fois, tout en jurant qu’à la sixième, cela ne se passera pas comme cela. Grokholski revient avec une proposition, il achète Lisa cent mille roubles. Bougrov lui la laisse pour cent cinquante mille, mais il garde leurs fils Micha.
Trois mois plus tard, au mois d’août, Grokholski et Lisa sont en villégiature en Crimée et vivent tranquillement leur bonheur. Arrive un voisin avec un petit garçon, Lisa reconnaît : ce sont Bougrov et Micha, son fils. Le hasard les a rendus voisins, la femme, l’amant et le mari. Bougrov a accueilli chez lui deux femmes aux mœurs légères, des Françaises. Il mène la grande vie, dépense beaucoup trop. Grokholski lui demande de quitter la région, la situation étant pénible pour tout le monde. Bougrov accepte à condition que Bougrov lui rachète son mobilier pour dix mille roubles.
Au printemps suivant, Grokholski et Lisa sont toujours en Crimée, lui est heureux, elle s'ennuie, son fils lui manque : Grokholski n’a plus les attraits de l’amant. À l'été, Bougrov revient en ville, plus modestement que l’année précédence, car il a tout dépensé. Grokholski assiste à un rendez-vous entre Lisa et Bougrov. Les deux regrettent le passé. Lisa veut renouer avec son mari. Grokholski, pour se débarrasser de Bougrov, lui donne sa propriété, mais Lisa le quitte pour rejoindre son fils et son mari.
Quelques années plus tard, Grokholski habite en invité dans son ancienne propriété. Il joue de la musique quand Bougrov le lui demande.  

## Personnages
- Grokholski, l’amant, propriétaire
- Lisa, la femme, vingt ans
- Ivan Petrovitch Vania Bougrov, le mari, fonctionnaire

## Édition française
- Une denrée vivante, traduit par Madeleine Durand avec la collaboration d’E. Lotar, Vladimir Pozner et André Radiguet, dans le volume Premières nouvelles, Paris, 10/18, coll. « Domaine étranger » no 3719, 2004  (ISBN 2-264-03973-6)